# Сисоп
Системний оператор ([ˈsɪsɒp] ; абревіатура від системний оператор) — це адміністратор багатокористувацької комп'ютерної системи, такої як система дошок оголошень (BBS) або віртуальна спільнота онлайн-сервісів . Фраза також може використовуватися для позначення адміністраторів інших мережевих служб Інтернету . Сисопи зазвичай не заробляють гроші, а жертвують свою діяльність спільноті.
Ко-сисопси — це користувачі, яким можуть бути надані певні права адміністратора на BBS. Зазвичай вони допомагають перевіряти користувачів і стежити за дискусійними форумами . Деякі співрозробники служать файловими клерками, переглядаючи, описуючи та публікуючи щойно завантажені файли у відповідних каталогах завантаження .
Історично термін системний оператор застосовувався до операторів будь-якої комп'ютерної системи, особливо мейнфрейму . Загалом сисоп — це особа, яка контролює роботу сервера, як правило, у великій комп'ютерній системі. Використання цього терміна стало популярним наприкінці 1980-х і 1990-х років, спочатку стосовно до операторів BBS. Особа з еквівалентними функціями на мережевому хості чи сервері зазвичай називається системним адміністратором, скорочення від системного адміністратора .
Оскільки до появи всесвітньої павутини такі обов'язки часто поділилися з обов'язками системного адміністратора, термін сисоп часто використовується для позначення адміністратора чи модератора, наприклад, адміністратора форуму . Отже, термін системний адміністратор технічно використовується для визначення професійної посади оператора мережі.